# 294.ª Divisão de Infantaria (Alemanha)
≠
A 294ª Divisão de Infantaria (em alemão:294. Infanterie-Division) foi uma unidade militar que serviu no Exército alemão durante a Segunda Guerra Mundial.

## Comandantes
| Comandante                            | Data                                          |
| ------------------------------------- | --------------------------------------------- |
| Generalleutnant Otto Gabcke           | 13 de fevereiro de 1940 - 22 de março de 1942 |
| General der Infanterie Johannes Block | 22 de março de 1942 - 12 de agosto de 1943    |
| Generalmajor Hermann Frenking         | 12 de agosto de 1943 - 24 de dezembro de 1943 |
| Generalmajor Werner von Eichstädt     | 24 de dezembro de 1943 - 26 de agosto de 1944 |

## Oficiais de operações
| Major Joachim Staats           | fevereiro de 1940-Jan 1942              |
| Major Theodor Plock            | janeiro de 1942-Mar 1942                |
| Oberstleutnant Theodor Mehring | 23 de março de 1942-20 de maio de 1944  |
| Oberstleutnant Luitpold Leeb   | 20 de maio de 1944-24 de agosto de 1944 |

## Área de operações
| Alemanha                   | fevereiro de 1940 - maio de 1940 |
| Bélgica & França           | maio de 1940 - março de 1941     |
| Bálcãs                     | de março de 1941 - julho de 1941 |
| Frente Oriental, setor sul | julho de 1941 - agosto de 1944   |